# Медвежанка
Медве́жанка — село в Україні, у Довжанській міській громаді Довжанського району Луганської області. Населення становить 1012 осіб.
Знаходиться на тимчасово окупованій території України.

## Географія
Географічні координати: 48°10' пн. ш. 39°31' сх. д. Часовий пояс — UTC+2. Загальна площа села — 84,3 км².
Село розташоване у східній частині Донбасу за 30 км від міста Довжанська. Найближча залізнична станція — Довжанська, за 30 км.

## Історія
Засноване 1800 року як слобода Медвежанка на річці Медвежій. З 1953 року має статус села.
Під час Другої світової війни участь у бойових діях брали 232 місцевих жителя, з них 103 загинуло, 197 осіб нагороджені орденами і медалями.
У 1950-х роках до складу Медвежанки увійшло село Бородіно.
12 червня 2020 року, відповідно до Розпорядження Кабінету Міністрів України № 717-р «Про визначення адміністративних центрів та затвердження територій територіальних громад Луганської області», увійшло до складу Довжанської міської громади.
17 липня 2020 року, в результаті адміністративно-територіальної реформи та ліквідації  колишніх Довжанського (1938—2020) та Сорокинського районів, увійшло до складу новоутвореного Довжанського району.

## Населення
Згідно з переписом УРСР 1989 року чисельність наявного населення села становила 985 осіб, з яких 479 чоловіків та 506 жінок.
За переписом населення України 2001 року в селі мешкала 1001 особа.

### Мова
Розподіл населення за рідною мовою за даними перепису 2001 року:
| Мова            | Кількість | Відсоток |
| --------------- | --------- | -------- |
| українська      | 802       | 79.25%   |
| російська       | 142       | 14.03%   |
| вірменська      | 5         | 0.49%    |
| болгарська      | 2         | 0.20%    |
| білоруська      | 1         | 0.10%    |
| німецька        | 1         | 0.10%    |
| інші/не вказали | 59        | 5.83%    |
| Усього          | 1012      | 100%     |

## Соціальна сфера
У селі працює загальноосвітня школа I—ІІІ ступенів, клуб, ясла-садок «Сонечко» і амбулаторія.

## Пам'ятки
Неподалік від села розташований ботанічний заказник місцевого значення «Ведмежанський».
Також на території села є братська могила загиблих радянських воїнів.